# Хіміон Людмила Вікторівна
Людмила Вікторівна Хіміон (нар. 16 січня 1968) — доктор медичних наук, професор, завідувач кафедри сімейної медицини Національної медичної академії післядипломної освіти імені П. Л. Шупика, член Правління Української Асоціації сімейних лікарів, відповідальна за міжнародну роботу, член Міжнародної Асоціації викладачів сімейної медицини (EURACT), член Всесвітньої Асоціації сімейних лікарів (WONCA), представник Української Асоціації сімейної медицини у Всесвітній Асоціації сімейних лікарів (WONCA), головний редактор журналу «Сімейна медицина».

## Біографічні відомості
Народилась 16.01.1968р в с. Стадниця Київської області
В 1991р закінчила Київський медичний інститут за спеціальністю «Лікувальна справа» з відзнакою
1992—1999р — навчалась в клінічній ординатурі і аспірантурі на кафедрі терапії Київської медичної академії післядипломної освіти, в 2000 р. захистила кандидатську дисертацію, в 2012 — докторську (науковий керівник професор Г. І. Лисенко)
В 1999—2003рр працювала асистентом кафедри сімейної медицини, з 2003 по 2013 — доцент кафедри сімейної медицини НМАПО імені П. Л. Шупика
З 2014р — завідувач кафедри сімейної медицини НМАПО імені П. Л. Шупика
Вчителі: проф. Бурчинський Г. Й., проф. Лисенко Г. І., проф. Ганджа І. М., доц. Свирид Л. М.

## Освіта
Закінчила Київський медичний університет за спеціальністю «Лікувальна справа» в 1991р, одержала диплом із відзнакою.

## Захист дисертаційних робіт
В грудні 2000р захищено кандидатську дисертацію «Клініко-імунологічна характеристика хворих на ревматоїдний та реактивний артрити при наявності пілоричного хелікобактеріозу та дисбактеріозу кишечника» зі спеціальності ревматологія (спеціалізована Вчена рада Д 26.616.01 при Інституті кардіології ім. академіка М. Д. Стражеска АМН України), науковий керівник — професор Г. І. Лисенко.
Докторська дисертація за спеціальністю ревматологія «Роль імуно-запальних факторів і дисліпідемії в розвитку атеросклерозу у хворих на ревматоїдний артрит і системний червоний вовчак та обґрунтування його профілактики та лікування» захищена в грудні 2012р (спеціалізована Вчена рада Д 26.616.01 при Інституті кардіології ім. академіка М. Д. Стражеска АМН України), науковий консультант — професор Г. І. Лисенко.

## Лікувальна і наукова діяльність
Ревматологія, внутрішні хвороби, сімейна медицина. Автор більше 200 наукових праць.

## Патенти
1. Хіміон Л. В., Ватага В. В. Спосіб прогнозування виникнення серцево-судинних ускладнень у пацієнтів без дисліпідемії. № патента: 111082 (21), дата опублікування 25.10.2016, бюл. № 20/2016.
2. Хіміон Л. В., Рибицька М. О. патент на корисну модель № 112011 «Спосіб прогнозування асимптомного стенозуючого атеросклеротичного ураження сонних артерій у хворих на цукровий діабет 2 типу» від 25.11.2016. Бюл. № 22/2016.
3. Лисенко Г. І., Хіміон Л. В., Крикливий І. В. Спосіб прогнозування ефективності лікування ревматоїдного артриту традиційними лікарськими засобами. Пат 45303, бюл. 21/2009
4. Коваленко В. М., Лисенко Г. І., Хіміон Л. В., Гарміш О. О. Спосіб визначення ризику розвитку атеросклеротичних серцево-судинних ускладнень у хворих на ревматоїдний артрит. Пат. 69545, бюл. 8/2012
5. Коваленко В. М., Лисенко Г. І., Хіміон Л. В., Гарміш О. О. Спосіб визначення ризику розвитку атеросклеротичних серцево-судинних ускладнень у хворих на ревматоїдний артрит. Пат. 69527, бюл. 8/2012

## Перелік ключових публікацій
1. Хіміон Л. В., Климась І. В. Скринінгові методи виявлення насильства в сім'ї // Сімейна медицина. — 2013. — № 4(48). — С. 106—109.
2. Хіміон Л. В. Сучасні аспекти стрептококової інфекції і гострої ревматичної лихоманки // Сімейна медицина. — 2013.-№ 6. — С.27-36.
3. Лисенко Г. І., Хіміон Л. В. Сучасні проблемні питання гострої ревматичної лихоманки // Український ревматологічний журнал. — 2013. -№ 54(4). — С. 4-12.
4. Хіміон Л. В., Ященко О. Б., Данилюк С. В., Климась І. В. Професійний стрес та стан здоров'я лікарів загальної практики-сімейної медицини (пілотне дослідження) // Сімейна медицина. — 2013. — № 4(48). — С. 96 — 99.
5. Хіміон Л. В., Ященко О. Б., Данилюк С. В. Системний червоний вовчак в практиці сімейного лікаря // Сімейна медицина. — 2014. — № 2. — С.118-126.
6. Хіміон Л. В., Каштелян О. А. Інноваційна модель персоніфікованої не медикаментозної корекції факторів ризику серцево-судинних захворювань в практиці сімейного лікаря // Сімейна медицина. — 2014. — № 5(55). — С.31-34.
7. Хіміон Л. В., Рибицька М. О. Вплив артеріальної гіпертензії на вираженість атеросклеротичних змін сонних артерій у хворих на цукровий діабет 2 типу // Зб. наукових праць співробітників НМАПО ім. П. Л. Шупика.- Київ, 2014.-Вип.23., кн.2. — С. 139—148.
8. Матюха Л. Ф., Хіміон Л. В., Бурма В., Маяцька О. В., Король Н. Аналіз результатів соціологічного дослідження з оцінки доступності і повноти первинної медичної допомоги, що надається лікарями первинної ланки // Зб. наукових праць співробітників НМАПО ім. П. Л. Шупика.- Київ, 2014.-Вип.23., кн.1. — С. 467—478.
9. Хіміон Л. В. Оцінювання пацієнта із суглобовим синдромом в практиці сімейного лікаря / Сімейна медицина. — 2015. — № 1 (57). — с. 84-87.
10. Немедикаментозне лікування остеоартриту: огляд сучасних рекомендацій / Літопис травматології та ортопедії. — 2015. — № 1-2 (31-32). — С. 163—165.
11. Раціональна фармакотерапія захворювань органів дихання в амбулаторній практиці (довідник) Автори: Л. В. Хіміон, О. Б. Ященко, С. В. Данилюк, О. В. Процюк, Т. А. Титова, Т. О. Ситюк,. Л. Г. Матвієць. — Київ, 2016. — 92 с.
12. Раціональна фармакотерапія захворювань нирок і сечовивідних шляхів в амбулаторній практиці Автори: Л. В. Хіміон, О. Б. Ященко,. С. В. Данилюк, О. В. Процюк, Т. А. Титова, Т. О. Ситюк,. Л. Г. Матвієць. — Київ, 2016. — 60 с.
13. Хіміон Л. В. Ведення хворих на остеоартроз в амбулаторній практиці/Л. В. Хіміон, С. В. Данилюк, Л. О. Смоліна [та ін.] // Сімейна медицина. — 2016. — № 1 (63). — с. 10-15. Дистанційне навчання.
14. Хіміон Л. В. Тактика ведення хворих на ревматоїдний артрит лікарем загальної практики-сімейним лікарем /Л. В. Хіміон, О. Б. Ященко, С. В. Данилюк // Сімейна медицина. — 2016. — № 2 (64). — с. 6-16. Дистанційне навчання.
15. Хіміон Л. В. Сучасні підходи до діагностики та ведення хворих із гострим подагричним артритом на первинному рівні медичної допомоги/ Л. В. Хіміон, С. В. Данилюк,, О. Б. Ященко [та ін.] // Сімейна медицина. — 2016. — № 5 (67). — с. 6-10. Дистанційне навчання.
16. Хіміон Л. В., Рибицька М. О. Stenotic atherosclerotic lesions of carotid arteries in type 2 diabetes: the most significant risk factors // Сімейна медицина. — 2016. — № 1(63). — C.90-92.
17. Хіміон Л. В., Рибицька М. О. Корекція факторів серцево-судинного ризику у хворих на цукровий діабет 2 типу // Сімейна медицина. — 2016. — № 2(64) — C.90-92.
18. Хіміон Л. В., Тимощук Л. С., Рибицька М. О. Значення функціонального ниркового резерву при ессенціальній артеріальній гіпертензії // Сімейна медицина. — 2016. — № 4(66) — C.81-84.
19. Хіміон Л. В., Ященко О. Б., Данилюк С. В. Принципи ведення пацієнтів із болем у нижній частині спини в амбулаторній практиці // Сімейна медицина. — 2016. — № 3 (65). — С. 20-26.
20. Хіміон Л. В., Ватага В. В. Аналіз факторів ризику серцево-судинних захворювань та прогностичне значення ширини розподілу еритроцитів у хворих з гострим коронарним синдромом без дисдіпідемії // Матеріали всеукраїнської науково-практичної конференції молодих вчених НМАПО імені П. Л. Шупика, присвяченої Дню науки «Науково-практична діяльність молодих вчених медиків: досягнення і перспективи розвитку», Київ, 20 травня 2016. — С. 176—179.
21. Хіміон Л. В., Ященко О. Б., Дубчак О. Г., Ватага В. В. Фактори ризику ішемічної хвороби серця та розвиток гострого коронарного синдрому в осіб з нормальними показниками ліпідного обміну // Сімейна медицина. — 2016. — № 2 (64). — С. 95-98.
22. Хіміон Л. В., Данилюк С. В., Смоліна Л. О., Гаврилюк Г. О. Ведення хворих на остеоартроз в амбулаторній практиці // Сімейна медицина. — 2016. — № 1 (63).- С.10-14.
23. Khimion L., Rud O. High blood pressure in young adults with obesity // Сімейна медицина. — 2016. — № 2 (64). — С. 77-80.
24. Хіміон Л. В., Ященко О. Б., Данилюк С. В. Тактика ведення хворих на ревматоїдний артрит лікарем загальної практики-сімейним лікарем // Сімейна медицина. — 2016. — № 2 (64). — С. 6-17.
25. Хіміон Л. В., Ященко О. Б., Дубчак О. Г., Ватага В. В. Фактори ризику ішемічної хвороби серця та розвиток гострого коронарного синдрому в осіб з
26. Хіміон Л. В., Рудь О. М. Артеріальна гіпертензія в пацієнтів молодого віку з ожирінням // Україна. Здоров'я нації. — 2016 — № 1-2 (37-38). — С.254.
27. Хіміон Л. В., Ященко О. Б., Дубчак О. Г., Ватага В. В. Фактори ризику ішемічної хвороби серця у хворих із гострим коронарним синдромом при порушенні ліпідного обміну та за його відсутності // Україна. Здоров'я нації. — 2016. — № 1-2 (37-38). — С. 207—211.
28. Хіміон Л. В., Рудь О. М. Артеріальна гіпертензія у пацієнтів молодого віку з ожирінням: основні фактори ризику // Здоров'я суспільства. — 2016. — № 3-4.- С. 81-86.
29. Хіміон Л. В., Ященко О. Б., Данилюк С. В., Ситюк Т. О. Лікування захворювань органів дихання в амбулаторній практиці: який антибіотик призначити // Сімейна медицина. — 2016. — № 5 (67), С. 80-84.

## Міжнародна співпраця
Вільно володіє англійською мовою. Член Правління Української Асоціації сімейної медицини. Головний редактор фахового видання «Сімейна медицина». Дійсний член Всесвітньої асоціації сімейних лікарів (WONCA), Європейської асоціації викладачів сімейної медицини EURACT.